# Liste der Fornminnen in Sånga

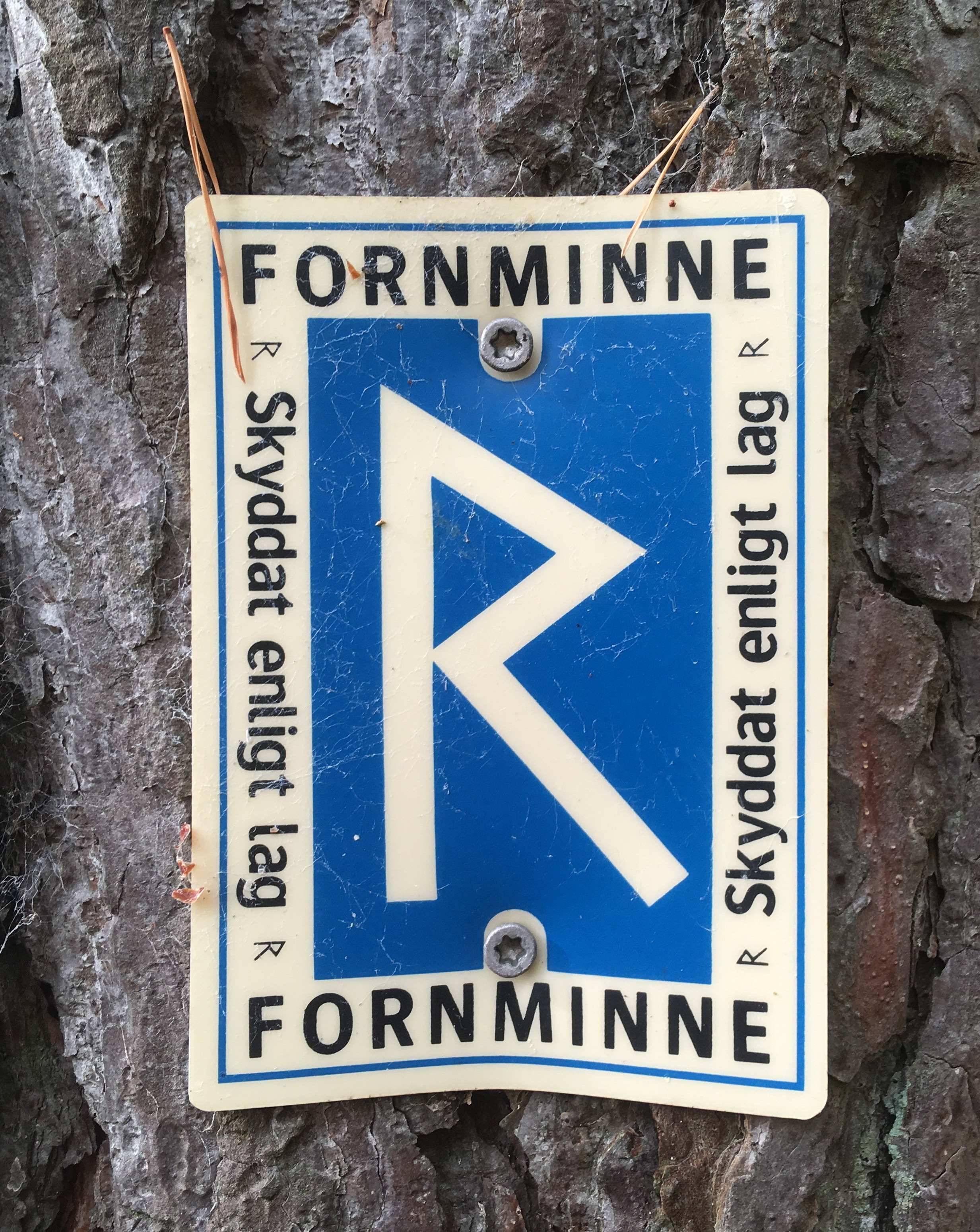
Zeichen für „Fornminnen“ in Schweden

Diese Liste der Fornminnen in Sånga zeigt die „Alten/antiken Denkmale“ (schwedisch fornminnen) im ehemaligen Socken Sånga in der heutigen Gemeinde Sollefteå der schwedischen Provinz Västernorrlands län, sie ist eine Teilliste der „Liste der Fornminnen in Västernorrland“. Die Aufteilung basiert auf der historischen Zuordnung der Gebiete in Socken (siehe auch) und der Einteilung des Zentralamts für Denkmalpflege Riksantikvarieämbetet (RAÄ). Es werden die Fornminnen aufgeführt, die auf dem Suchdienst „Fornsök“ registriert sind, welcher weitere Informationen zu den bekannten kulturhistorischen Überresten in Schweden enthält.

## Begriffserklärung
Fornminnen (schwedisch für alte/antike Denkmale oder archäologische Funde) sind in Schweden alte Objekte und archäologische Funde (Fornlämningar), welche die Überreste menschlicher Aktivitäten in der Vergangenheit bezeichnen, die durch frühere Nutzung entstanden sind und dauerhaft aufgegeben wurden. Dabei gilt für Fornminnen, die vor 1850 entstanden sind, dass sie automatisch durch das Gesetz geschützt sind. Aber auch jüngere Überreste können zu Bodendenkmalen erklärt werden, wenn sie sich an ihrem ursprünglichen Standort befinden und weitgehend erdgebunden sind. Als Fornminnen zählen u. a. Siedlungen und Siedlungsreste aus prähistorischer Zeit, Gräber und Grabstätten, Burgruinen, Ruinen von Klöstern, Kirchen und Schlössern, Steine und Felsen mit Inschriften und Bildern (z. B. Runensteine und Petroglyphen), insofern sie nicht schon als Einzeldenkmal unter Byggnadsminnen (schwedisch für Baudenkmale) oder kyrkliga Kulturminnen (schwedisch für kirchliches Kulturgut) ausgewiesen sind.

## Legende
| ID           | = | ID.Nr. des Denkmalregisters (Fornsök) im schwedische Amt für nationales Kulturerbe (Riksantikvarieämbetet (RAÄ)) |
| Lage         | = | Koordinatenangabe des Standorts                                                                                  |
| Bezeichnung  | = | Bezeichnung des Denkmalobjekts (auch RAÄ-Nr.)                                                                    |
| Beschreibung | = | Name (Denkmaltyp/Dokumentenverweis im Arkivsök) sowie eine kurze Beschreibung des Objekts                        |
| Bild         | = | Bild des Objekts sowie Verweis auf weitere Bilder                                                                |

## Liste Fornminnen Sånga
| ID             | Lage    | Bezeichnung (RAÄ-Nr.) | Beschreibung | Bild           |
| -------------- | ------- | --------------------- | --- | -------------- |
| 10249800040001 | (Karte) | Sånga 4:1             | Sånga 4:1 (Gräberfeld / L1935:1433) Beschreibung ergänzen | Weitere Bilder |
| 10249800060001 | (Karte) | Sånga 6:1             | Sånga 6:1 (Hügelgrab / L1935:1616) Beschreibung ergänzen | Weitere Bilder |
| 10249800080001 | (Karte) | Sånga 8:1             | Sånga 8:1 (Gräberfeld / L1935:1594) Beschreibung ergänzen | Weitere Bilder |
| 10249800090001 | (Karte) | Sånga 9:1             | Sånga 9:1 (Steinsetzung / L1935:1769) Beschreibung ergänzen | Weitere Bilder |
| 10249800100001 | (Karte) | Sånga 10:1            | Sånga 10:1 (Hügelgrab / L1935:6484) Beschreibung ergänzen | Weitere Bilder |
| 10249800100002 | (Karte) | Sånga 10:2            | Sånga 10:2 (Steinsetzung / L1935:6411) Beschreibung ergänzen | Weitere Bilder |
| 10249800100003 | (Karte) | Sånga 10:3            | Sånga 10:3 (Steinsetzung / L1935:6485) Beschreibung ergänzen | Weitere Bilder |
| 10249800120001 | (Karte) | Sånga 12:1            | Sånga 12:1 (Gräberfeld / L1935:6427) Beschreibung ergänzen | Weitere Bilder |
| 10249800130001 | (Karte) | Sånga 13:1            | Sånga 13:1 (Gräberfeld / L1935:7095) ovales (25 x 15 m) Gräberfeld nördlich Ortschaft Para, etwa 2 km westlich Sånga, bestehend aus 5 runden (bis zu 6 m Durchmesser) Hügelgräbern und einer rechteckigen (etwa 10 x 5 m) Steinsetzung | Weitere Bilder |
| 10249800140001 | (Karte) | Sånga 14:1            | Sånga 14:1 (Hügelgrab / L1935:7038) ehemals rundes (7 m Durchmesser) Hügelgrab bei Ortschaft Para, etwa 2 km westlich Sånga; mit metergroßen Steinblöcken am südlichen und östlichen Rand; durch Straßenbau beschädigt, etwa 1 m hoch | Weitere Bilder |
| 10249800150001 | (Karte) | Sånga 15:1            | Sånga 15:1 (Hügelgrab / L1935:6414) Beschreibung ergänzen | Weitere Bilder |
| 10249800160001 | (Karte) | Sånga 16:1            | Sånga 16:1 (Hügelgrab / L1935:6489) Beschreibung ergänzen | Weitere Bilder |
| 10249800160002 | (Karte) | Sånga 16:2            | Sånga 16:2 (Hügelgrab / L1935:6488) Beschreibung ergänzen | Weitere Bilder |
| 10249800280001 | (Karte) | Sånga 28:1            | Sånga 28:1 (Steinsetzung / L1935:7175) Beschreibung ergänzen | Weitere Bilder |
| 10249800370001 | (Karte) | Sånga 37:1            | Sånga 37:1 (Hügelgrab / L1935:7178) Beschreibung ergänzen | Weitere Bilder |
| 10249800370002 | (Karte) | Sånga 37:2            | Sånga 37:2 (Hügelgrab / L1935:6644) Beschreibung ergänzen | Weitere Bilder |
| 10249800480001 | (Karte) | Sånga 48:1            | Sånga 48:1 (Alm / L1935:6822) Überreste eines ehemaligen Bergbauernhof (auch als schwedisch „Sångabodarna“ bezeichnet), Areal umfasst 60 x 50 m, es wurden zwei Hausfundamente und Überreste von Feuerstellen gefunden sowie mehrere Gräben und Wälle, wo ebenfalls Gebäudereste vermutet werden. Der Hof liegt etwa 6 km nördlich Sånga an der Nordseite eines Hügels (als schwedisch „Fäbodberget“ bezeichnet). | Weitere Bilder |